# Web Services Description Language

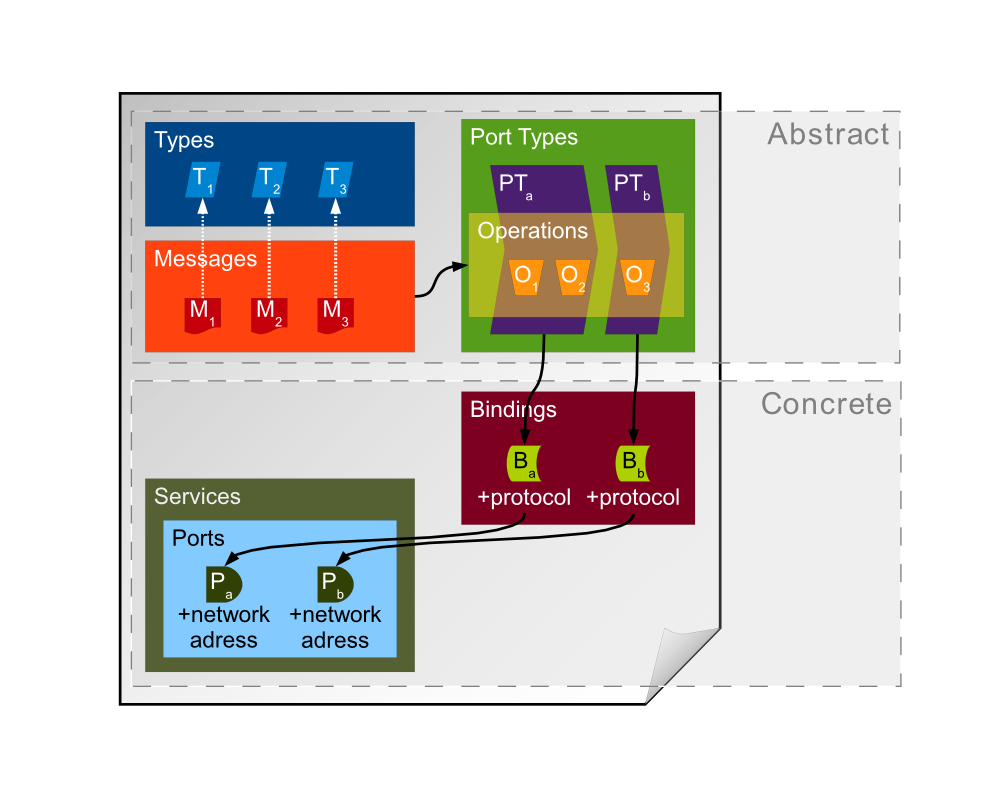
Une représentation des concepts définis par un document WSDL 1.1

Le WSDL ou Web Services Description Language (prononcé en sigle ou « Whiz-Deul ») est une grammaire XML permettant de décrire un service web. WSDL 1.1 a été proposé en 2001 au W3C pour standardisation mais n'a pas été approuvé. La version 2.0 a été approuvée le 27 juin 2007 et est désormais une recommandation officielle du W3C. Le WSDL décrit une interface publique d'accès à un service web, notamment dans le cadre d'architectures de type SOA (Service Oriented Architecture). C'est une description fondée sur le XML qui indique « comment communiquer pour utiliser le service ».
Le WSDL sert à décrire :
- le protocole de communication (SOAP RPC ou SOAP orienté message)
- le format de messages requis pour communiquer avec ce service
- les méthodes que le client peut invoquer
- la localisation du service.

Une description WSDL est un document XML qui commence par la balise <definitions> et qui contient les balises suivantes :
- <binding> : définit le protocole à utiliser pour invoquer le service web
- <port> : spécifie l'emplacement effectif du service
- <service> : décrit un ensemble de points finaux du réseau

Les opérations possibles et messages sont décrits de façon abstraite mais cette description renvoie à des protocoles réseaux et formats de messages concrets. 
Le WSDL est principalement soutenu par Ariba (en), IBM et Microsoft.